# Jarok (okres Užhorod)
Jarok, ukrajinsky Ярок, maďarsky Árok, je obec v Baranynské územní komunitě, v okrese Užhorod,v Zakarpatské oblasti na západě Ukrajiny. Osadou obce Jarok je Strypa. V roce 2025 žilo v Jaroku 724 obyvatel; v celé obci pak 1193 obyvatel.
Na území obce stojí užhorodská televizní (telekomunikační) věž, která je vysoká 180 metrů. Blízko obce je užhorodské vojenské cvičiště.

## Historie
Území obce bylo osídleno již v pravěku. V okolí obce byl objeven bronzový poklad ze starší doby železné. Do uzavření Trianonské smlouvy byla součástí Uherska, poté součástí Československa. Od roku 1945 byla součástí Ukrajinské sovětské socialistické republiky, která byla součástí SSSR. Od roku 1991 je součástí nezávislé Ukrajiny.